# Simoedosaurus
Simoedosaurus is een geslacht van uitgestorven reptielen behorend tot de orde Choristodera uit het Eoceen. Fossielen van Simoedosaurus zijn gevonden in Europa.

## Uiterlijke kenmerken
Simoedosaurus was een krokodilachtig dier dat er ongeveer hetzelfde uitzag als een moderne gaviaal en de beter bekende Champsosaurus. Simoedosaurus had alleen wat dikkere en kortere kaken. Net als bij Champsosaurus zaten de neusgaten voor op de snuit. De tanden waren puntig als die van een krokodil. Simoedosaurus had kleine tandjes achter in de bek. Achter op de schedel zaten grote openingen en aanhechtignspunten voor zeer grote kaakspieren. Bij Simoedosaurus zijn geen osteodermen gevonden. Bij champsosauriërs zijn huidafdrukken gevonden die sporen van kleine schubjes, als bij hagedissen, vertonen. Aangezien Simoedosaurus nauw verwant is met leden van de Champsosauridae neemt men aan dat Simoedosaurus dezelfde kleine schubjes had.

## Levenswijze
Men denkt dat Simoedosaurus een waterdier was vanwege de grote gelijkenis met krokodillen en gavialen. Het is niet bekend of Simoedosaurus zwemvliezen had. De tanden van Simoedosaurus laten zien dat het waarschijnlijk een viseter was. Net als bij een gaviaal en bij de Champsosaurus waren de kaken van Simoedosaurus waarschijnlijk te dun om grote dieren van de waterkant te pakken, omdat ze dan konden breken.

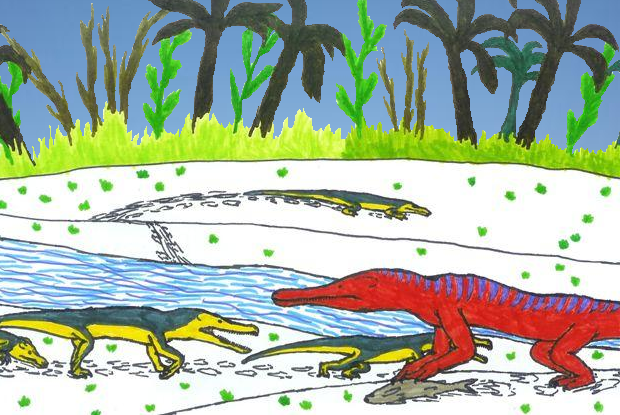
Simoedosaurus op de achtergrond en de verwante Champsosaurus op de voorgrond.

## Classificatie
Simoedosaurus behoorde tot de familie der Simoedosauridae en was daarbinnen nauw verwant aan Ikechosaurus. De Simoedosauridae behoort tot de onderorde Neochoristodera. Deze onderorde omvat behalve de Simoedosauridae ook de nauw verwante Champsosauridae. Soorten binnen de twee families worden vaak door elkaar gehaald.